# Ski alpin aux Jeux olympiques de 1998
Navigation
Lillehammer 1994 Salt Lake City 2002
Les épreuves de ski alpin aux Jeux olympiques d'hiver de 1998 se déroulent à Hakuba et Shiga Kogen, près de Nagano au Japon, du 10 au 21 février 1998. Plusieurs épreuves sont retardées à cause des mauvaises conditions météorologiques.

## Médailles

### Podiums

#### Hommes
| Épreuves                     | Or                 | Argent                  | Bronze               |
| Descente résultats détaillés | Jean-Luc Crétier   | Lasse Kjus              | Hannes Trinkl        |
| Super-G résultats détaillés  | Hermann Maier      | Didier Cuche Hans Knauß | -                    |
| Géant résultats détaillés    | Hermann Maier      | Stephan Eberharter      | Michael von Grünigen |
| Slalom résultats détaillés   | Hans Petter Buraas | Ole Kristian Furuseth   | Thomas Sykora        |
| Combiné résultats détaillés  | Mario Reiter       | Lasse Kjus              | Christian Mayer      |

#### Femmes
| Épreuves                     | Or                 | Argent                | Bronze                |
| Descente résultats détaillés | Katja Seizinger    | Pernilla Wiberg       | Florence Masnada      |
| Super-G résultats détaillés  | Picabo Street      | Michaela Dorfmeister  | Alexandra Meissnitzer |
| Géant résultats détaillés    | Deborah Compagnoni | Alexandra Meissnitzer | Katja Seizinger       |
| Slalom résultats détaillés   | Hilde Gerg         | Deborah Compagnoni    | Zali Steggall         |
| Combiné résultats détaillés  | Katja Seizinger    | Martina Ertl          | Hilde Gerg            |

### Tableau des médailles
| Rang | Nations    | Or | Argent | Bronze | Total |
| 1    | Autriche   | 3  | 4      | 4      | 11    |
| 2    | Allemagne  | 3  | 1      | 2      | 6     |
| 3    | Norvège    | 1  | 3      | 0      | 4     |
| 4    | Italie     | 1  | 1      | 0      | 2     |
| 5    | France     | 1  | 0      | 1      | 2     |
| 6    | États-Unis | 1  | 0      | 0      | 1     |
| 7    | Suisse     | 0  | 1      | 1      | 2     |
| 8    | Suède      | 0  | 1      | 0      | 1     |
| 9    | Australie  | 0  | 0      | 1      | 1     |

## Résultats

### Hommes

#### Descente
| Place  | Athlète                  | Temps   |
| Or     | Jean-Luc Crétier (FRA)   | 1:50.11 |
| Argent | Lasse Kjus (NOR)         | 1:50.51 |
| Bronze | Hannes Trinkl (AUT)      | 1:50.63 |
| 4      | Jürg Grünenfelder (SUI)  | 1:50.64 |
| 5      | Ed Podivinsky (CAN)      | 1:50.71 |
| 6      | Kristian Ghedina (ITA)   | 1:50.76 |
| 7      | Andreas Schifferer (AUT) | 1:50.77 |
| 8      | Didier Cuche (SUI)       | 1:50.91 |

#### Super-G
| Place  | Athlète                   | Temps   |
| Or     | Hermann Maier (AUT)       | 1:34.82 |
| Argent | Didier Cuche (SUI)        | 1:35.43 |
| Argent | Hans Knauss (AUT)         | 1:35.43 |
| 4      | Alessandro Fattori (ITA)  | 1:35.61 |
| 5      | Kjetil André Aamodt (NOR) | 1:35.67 |
| 6      | Patrik Järbyn (SWE)       | 1:35.72 |
| 7      | Daron Rahlves (USA)       | 1:35.96 |
| 8      | Tommy Moe (USA)           | 1:35.97 |

#### Géant
| Place  | Athlète                    | Temps   |
| Or     | Hermann Maier (AUT)        | 2:38.51 |
| Argent | Stephan Eberharter (AUT)   | 2:39.36 |
| Bronze | Michael von Grünigen (SUI) | 2:39.69 |
| 4      | Hans Knauss (AUT)          | 2:39.71 |
| 5      | Jure Košir (SLO)           | 2:39.98 |
| 6      | Steve Locher (SUI)         | 2:40.30 |
| 7      | Paul Accola (SUI)          | 2:40.57 |
| 8      | Lasse Kjus (NOR)           | 2:40.65 |

#### Slalom
| Place  | Athlète                     | Temps   |
| Or     | Hans Petter Buraas (NOR)    | 1:49.31 |
| Argent | Ole Kristian Furuseth (NOR) | 1:50.64 |
| Bronze | Thomas Sykora (AUT)         | 1:50.68 |
| 4      | Tom Stiansen (NOR)          | 1:50.90 |
| 5      | Christian Mayer (AUT)       | 1:51.09 |
| 6      | Thomas Stangassinger (AUT)  | 1:51.25 |
| 7      | Finn Christian Jagge (NOR)  | 1:51.39 |
| 8      | Joël Chenal (FRA)           | 1:51.51 |

#### Combiné
| Place  | Athlète                  | Temps   |
| Or     | Mario Reiter (AUT)       | 3:08.06 |
| Argent | Lasse Kjus (NOR)         | 3:08.65 |
| Bronze | Christian Mayer (AUT)    | 3:10.11 |
| 4      | Günther Mader (AUT)      | 3:10.19 |
| 5      | Andrzej Bachleda (POL)   | 3:11.53 |
| 6      | Alessandro Fattori (ITA) | 3:17.00 |
| 7      | Aleš Brezavšček (SLO)    | 3:20.09 |
| 8      | Peter Pen (SLO)          | 3:20.81 |

### Femmes

#### Descente
| Rang   | Athlète                     | Temps   |
| Or     | Katja Seizinger (GER)       | 1:28.89 |
| Argent | Pernilla Wiberg (SWE)       | 1:29.18 |
| Bronze | Florence Masnada (FRA)      | 1:29.37 |
| 4      | Mélanie Suchet (FRA)        | 1:29.48 |
| 5      | Svetlana Gladycheva (RUS)   | 1:29.50 |
| 6      | Picabo Street (USA)         | 1:29.54 |
| 7      | Régine Cavagnoud (FRA)      | 1:29.72 |
| 8      | Alexandra Meissnitzer (AUT) | 1:29.84 |

#### Super-G
| Rang   | Athlète                     | Temps   |
| Or     | Picabo Street (USA)         | 1:18.02 |
| Argent | Michaela Dorfmeister (AUT)  | 1:18.03 |
| Bronze | Alexandra Meissnitzer (AUT) | 1:18.09 |
| 4      | Regina Häusl (GER)          | 1:18.27 |
| 5      | Renate Götschl (AUT)        | 1:18.32 |
| 6      | Katja Seizinger (GER)       | 1:18.44 |
| 7      | Martina Ertl (GER)          | 1:18.46 |
| 8      | Mélanie Suchet (FRA)        | 1:18.51 |

#### Géant
| Rang   | Athlète                     | Temps   |
| Or     | Deborah Compagnoni (ITA)    | 2:50.59 |
| Argent | Alexandra Meissnitzer (AUT) | 2:52.39 |
| Bronze | Katja Seizinger (GER)       | 2:52.61 |
| 4      | Martina Ertl (GER)          | 2:52.72 |
| 5      | Sophie Lefranc (FRA)        | 2:53.27 |
| 6      | Heidi Zurbriggen (SUI)      | 2:53.61 |
| 7      | Anna Ottosson (SWE)         | 2:53.81 |
| 8      | Sabina Panzanini (ITA)      | 2:54.09 |

#### Slalom
| Rang   | Athlète                  | Temps   |
| Or     | Hilde Gerg (GER)         | 1:32.40 |
| Argent | Deborah Compagnoni (ITA) | 1:32.46 |
| Bronze | Zali Steggall (AUS)      | 1:32.67 |
| 4      | Martina Ertl (GER)       | 1:32.91 |
| 5      | Sabine Egger (AUT)       | 1:33.22 |
| 6      | Ingrid Salvenmoser (AUT) | 1:33.39 |
| 7      | Martina Accola (SUI)     | 1:34.12 |
| 8      | Morena Gallizio (ITA)    | 1:34.87 |

#### Combiné
| Rang   | Athlète                 | Temps   |
| Or     | Katja Seizinger (GER)   | 2:40.74 |
| Argent | Martina Ertl (GER)      | 2:40.92 |
| Bronze | Hilde Gerg (GER)        | 2:41.50 |
| 4      | Stefanie Schuster (AUT) | 2:42.25 |
| 5      | Morena Gallizio (ITA)   | 2:42.52 |
| 6      | Florence Masnada (FRA)  | 2:42.84 |
| 7      | Caroline Lalive (USA)   | 2:44.76 |
| 8      | Janica Kostelić (CRO)   | 2:45.23 |